# Giacomo Lercaro
Giacomo Lercaro, né le 28 octobre 1891 à Quinto al mare, en Ligurie et mort le 18 octobre 1976 à San Lazzaro di Savena, est un cardinal italien, archevêque de Ravenne de 1947 à 1952, puis archevêque de Bologne de 1952 à 1968. Il est élevé au cardinalat en 1953 par le pape Pie XII.

## Biographie

### Jeunesse et ordination
Giacomo Lercaro nait à Quinto al mare, une commune autrefois indépendante, intégrée à la ville de Gênes en 1926. Huitième de neuf enfants, il est issu d'une famille de marins, et deux de ses frères, Amedeo et Attilio, entrent également en religion. De 1902 à 1914, il fréquente le séminaire archiépiscopal de Gênes. Il est ordonné prêtre le 25 juillet 1914 par l'archevêque Ildefonso Pisani et quatre mois plus tard, en novembre, il se rend à Rome pour faire ses études à l'Institut biblique pontifical.

### Œuvre pastorale et théologique
Lorsque l'Italie entre en guerre, il est contraint de changer de poste et de devenir aumônier militaire jusqu'en 1917. En 1918, il devient préfet du séminaire de Gênes où son frère Amédée est recteur, et reste à ce poste jusqu'en 1923.
Il est également professeur suppléant en théologie (1921-1923) et professeur d'Écriture sainte et de patrologie (1923-1927). En 1927, il devient professeur de religion dans l'enseignement secondaire et participe à de nombreux mouvements est créé cardinal-prêtre de Santa Maria in Traspontina par Pie XII.

### Conclave de 1963
Pendant les premières années de son cardinalat, Lercaro établit ses premiers contacts avec Angelo Roncalli et se fait remarquer par la façon dont il transforme son palais épiscopal en orphelinat. Bien que depuis 1953 il ait été vu par les observateurs du Vatican comme un successeur possible de Pie XII et ait été même cité comme papabile par l'Osservatore Romano, il est gêné par sa réputation d'être de tous les cardinaux celui qui avait le comportement le plus particulier et le désir d'un pontificat de transition.
Généralement considéré, au conclave de 1963, comme le papabile qui avait la vision la plus proche de celle du pape Jean XXIII, Giacomo Lercaro est cependant jugé trop progressiste par la plupart des autres cardinaux pour être élu ; Giovanni Battista Montini l'emporte finalement.

### Concile de Vatican II
Le 21 août 1963, il est nommé membre de la commission de coordination des travaux du Concile Vatican II et le 15 septembre suivant, il devient l'un des quatre modérateurs du Concile lui-même. 
Son peritus privé est Giuseppe Dossetti, qui deviendra peritus (expert) officiel aux 3e et 4e sessions du concile. 
En 1964, il est nommé Président du Consilium ad exsequendam Constitutionem de Sacra Liturgia, commission chargée d'exécuter la réforme liturgique issue du concile Vatican II. Bien que le cardinal Lercaro réalise un travail essentiel dans la mise en œuvre du concile après sa clôture en 1965, du fait de son âge avancé, il quitte peu à peu la place prééminente qu'il occupait au sein de l'Église vers la fin des années 1960.
En septembre et octobre 1967, il participe au premier synode des évêques, où son secrétaire est Annibale Bugnini.

### Démission
Le 10 février 1968, Mgr Civardi, Secrétaire de la Congrégation des évêques vient le rencontrer à Bologne pour lui signifier que "sa démission de l'archevêché de Bologne est acceptée et immédiatement effective". Il démissionne, officiellement pour des raisons de santé, en prononçant ces mots : « Le Pape m'a dit de venir et je suis venu. Le pape me dit vas-y et j'irai ». Avec cette phrase, Lercaro admet que c'est le pape Paul VI lui-même qui lui avait demandé de démissionner, à la suite d'une scission au sein de la curie romaine et à des visions différentes concernant la guerre du Vietnam, à tel point qu'on parlait de "cardinal déchu ".
En 1971, ayant atteint l'âge de quatre-vingt ans, il perd son droit de participer aux conclaves qui se tiendraient désormais, conformément au motu proprio Ingravescentem aetatem qui venait d'être publié.

## Prises de position

### Au sujet du fascisme
Son implication dans les mouvements d'étudiants donne à Lercaro un grand intérêt pour concilier la théologie engagée catholique et la culture moderne, si bien que, pendant la guerre, il devient au sein de l'Église un des plus grands adversaires du fascisme, prêchant résolument contre le nazisme et offrant l'asile chez lui à ceux qui étaient persécutés par Mussolini, et plus particulièrement aux juifs italiens dont la persécution avait commencé à la suite de la collaboration de l'Italie avec l'Allemagne nazie. Au cours de la Seconde Guerre mondiale, il est contraint d'agir sous le faux nom de « Père Gusmini Lorenzo" et de vivre dans une cellule vacante d'un monastère pour éviter d'être exécuté par des collaborateurs nazis.

### Au sujet du communisme
On croit que la réputation de Lercaro comme critique déclaré du communisme est un facteur qui contribua à la décision du pape Pie XII de faire de lui le premier archevêque de Ravenne (31 janvier 1947), puis le vingtième archevêque de Bologne (19 avril 1952), deux villes où le parti communiste italien capte plus d'un tiers de l'électorat.
Ami du franc-maçon et piduiste Umberto Ortolani, qui avait grandi économiquement et politiquement à Bologne, Lercaro est l'un des premiers membres de la hiérarchie catholique à établir un dialogue avec les communistes.

### Second Concile du Vatican
Même si Lercaro estimait que Jean XXIII s'était trop hâté en annonçant le Second Concile du Vatican au début de 1959, il siégea par la suite dans le bureau qui le présidait et est considéré comme l'un des principaux architectes des réformes liturgiques du Concile (en tant que Président du Consilium ad exsequendam Constitutionem de Sacra Liturgia).
Le cardinal Lercaro est nommé en 1963, par le nouveau pape Paul VI, comme l'un des quatre modérateurs qui devaient présider en son nom le concile : les cardinaux Agagianian, Dâfpner, Lercaro, et Suenens.

### Église des pauvres
Le cardinal Lercaro est également le premier à populariser la théorie de « l'Église des pauvres » qui se développa par la suite en Amérique latine au cours des années 1970. Durant le temps où il est archevêque de Bologne, où le parti communiste italien était le plus populaire, il tente d'établir un dialogue avec les membres de ce parti.

## Récompenses
- Chevalier grand-croix de l'ordre du Mérite de la République italienne (Italie), le 7 mai 1963[3].

## Source de traduction
- (en) Cet article est partiellement ou en totalité issu de l’article de Wikipédia en anglais intitulé « Giacomo Lercaro » (voir la liste des auteurs).